# Serra de la Penya-roja (Tibi i Xixona)
La Serra de la Penya-roja és una alineació muntanyosa entre els municipis valencians de Tibi (l'Alcoià) i Xixona (l'Alacantí). La serra separa les foies de Castalla (al nord-oest) i de Xixona (al sud-est).

## Particularitats
La serra presenta una direcció sud-oest nord-est, i s'enclava en el conjunt format per la serra de la Carrasqueta i la serra del Quarter, que l'entrecreuen de manera quasi perpendicular. Al sud del complex muntanyós es troba el cim de la Penya del Migjorn o Penya-roja (1.226 msnm), punt culminant de la serra de la Penya-roja. Els paratges de la Llibreria i del barranc de Castalla, de relleu esquerp i rocallós, esdevenen els límits septentrionals i punts de nexe amb les serres de la Carrasqueta i del Quarter. També en el sector nord, el subsector de la serra dels Madronyals (amb altures màximes de 1.037 msnm) és la continuació de la serra del Carrascar d'Ibi, també inclosa en este conjunt muntanyenc.
Altres cims destacats són el Cabeç Redó (1.135 msnm), Cabeç de Vistabella (777 msnm) o la Penya de la Moleta (721 msnm). Els principals corrents que desaigüen la serra són el riu Verd o Montnegre que arreplega les aigües del vessant sud, el riu del Coscó que desemboca en el riu de la Torre (que també va a parar al Montnegre).
Geològicament, predominen els materials calcaris del Terciari, comuns als relleus del Prebètic intern, al qual pertany la serra de la Penya-roja.